# The Stalin Subway
The Stalin Subway (Метро-2 Metro-2, aussi appelé Stalin Underground War) est un jeu vidéo de tir à la première personne développé par G5 Software et édité par Buka Entertainment, sorti en 2005 sur Windows.

## Accueil
- 4Players : 35 %[1]
- Jeuxvideo.com : 5/20[2]

## The Stalin Subway: Red Veil
The Stalin Subway: Red Veil est la suite du jeu. Elle est sortie le 15 juillet 2008. Le jeu a reçu les notes de 21 % sur 4Players et de 1/10 sur Eurogamer Allemagne.